# خانواده کینازهای Src
خانواده کینازهای Src (انگلیسی: Src family kinase) یک خانوادهٔ از تیروزین کینازهای غیرگیرنده‌ای است که ۹ عضو دارد:
1. C-Src
2. YES1
3. FYN
4. FGR
5. Lck
6. HCK
7. Blk
8. LYN
9. Frk

خانواده کینازهای Src با بسیاری از پروتئین‌های سیتوپلاسم، هسته و غشاء یاخته تعامل دارند و عملکرد آنها را، از طریق فسفرگیری ریشه‌های تیروزینی در آنها تنظیم می‌کنند. تاکنون چندین سوبسترا برای این آنزیم‌ها کشف شده‌است. هرگونه تغییر عملکردی در این آنزیم‌ها موجب تغییر ماهیت سلول‌ها و فعالیت‌های سرطان‌سازی می‌گردد.